# Matthew Langridge
Matthew Keir "Matt" Langridge  (ur. 20 maja 1983 w Crewe) – brytyjski wioślarz, dwukrotny medalista olimpijski, dwukrotny mistrz świata.

## Osiągnięcia
- Mistrzostwa Świata – Mediolan 2003 – czwórka podwójna – 9. miejsce
- Igrzyska Olimpijskie – Ateny 2004 – dwójka podwójna – 8. miejsce
- Mistrzostwa Świata – Gifu 2005 – czwórka podwójna – 7. miejsce
- Mistrzostwa Świata – Eton 2006 – ósemka – 5. miejsce
- Mistrzostwa Świata – Monachium 2007 – ósemka – 3. miejsce
- Igrzyska Olimpijskie – Pekin 2008 – ósemka – 2. miejsce
- Mistrzostwa Świata – Poznań 2009 – czwórka bez sternika – 1. miejsce
- Mistrzostwa Świata – Hamilton 2010 – czwórka bez sternika – 4. miejsce
- Mistrzostwa Świata – Bled 2011 – czwórka bez sternika – 1. miejsce
- Igrzyska Olimpijskie – Londyn 2012 – ósemka – 3. miejsce
- Mistrzostwa świata – Amsterdam 2014 – dwójka bez sternika – 2. miejsce